# Veronica Veronese
Veronica Veronese es un óleo sobre lienzo de 1872 obra de Dante Gabriel Rossetti exhibido en el Museo de Arte de Delaware.

## Historia

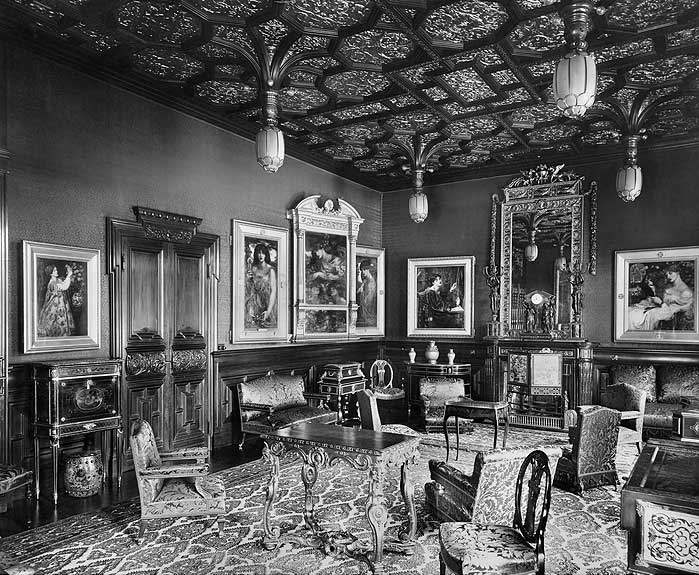
Sala de dibujo de Frederick Richards Leyland en 1892 (fotografía de Harry Bedford Lemere). De izquierda a derecha pueden observarse las siguientes obras: Monna Rosa, Mnemósine, La doncella bienaventurada, Proserpina, Veronica Veronese y Lady Lilith.

Concebida con el fin de acompañar a Lady Lilith (aunque finalmente terminó formando pareja con Un hechizo de mar), la pintura fue vendida por Rossetti a uno de sus mejores clientes, el magnate naviero Frederick Richards Leyland, por un valor de 840 libras, permaneciendo colgada en la sala de dibujo de Leyland junto con otros cinco cuadros de Rossetti a los cuales denominaba "maravillas". Tras la venta de su patrimonio, celebrada el 28 de mayo de 1892 por la casa de subastas Christie's, la pintura pasó por las manos de tres propietarios hasta que fue comprada por Charles Fairfax Murray, artista prerrafaelita al igual que Rossetti. Su hijo, John Edward Murray, vendió el cuadro al patrimonio de Samuel Bancroft en 1923, poseedor de una de las mayores colecciones de arte prerrafaelita fuera del Reino Unido la cual fue donada en 1935 al Museo de Arte de Delaware. La obra ya había sido exhibida en Londres en 1883, siendo posteriormente expuesta en Washington D. C. (1977), Richmond, Virginia (1982), Londres (1997), y Birmingham y Williamstown (2000).

## Análisis y elaboración
Al igual que muchos trabajos de Rossetti de las décadas de 1860 y 1870, Veronica Veronese está inspirada en la pintura veneciana. Se considera que la misma representa "el alma artística en el acto de creación", explicándose este concepto en la cita inscrita en el marco del cuadro. Pese a que dicha cita es atribuida a Las cartas de Girolamo Ridolfi, los críticos creen que en realidad fue obra de Charles Swinburne o incluso del propio Rossetti.
Texto original en francés:

Se penchant vivement, la Veronica jeta les premières notes sur la feuille vierge. Ensuite elle prit l'archet du violon pour réaliser son rêve; mais avant de décrocher l'instrument suspendu, elle resta quelques instants immobile en écoutant l'oiseau inspirateur, pendant que sa main gauche errait sur les cordes cherchant le motif suprême encore eloigné. C'était le mariage des voix de la nature et de l'âme - l'aube d'une création mystique.

Texto traducido al español:

Inclinándose enérgicamente, la Veronica arrojó las primeras notas en la hoja virgen. Luego tomó el arco del violín para realizar su sueño; pero antes de desenganchar el instrumento suspendido, permaneció inmóvil durante unos instantes escuchando al pájaro inspirador, mientras su mano izquierda vagaba errante por las cuerdas buscando el motivo supremo aún elusivo. Era el matrimonio de las voces de la naturaleza y el alma - el amanecer de una creación mística.

El simbolismo de la pintura incluye el pájaro fuera de la jaula, el cual probablemente representa el matrimonio anteriormente mencionado, y la camomila, la cual posiblemente representa la "energía y la adversidad", mientras que las prímulas plasman la juventud y los narcisos la meditación.
En lo que respecta a la elaboración del cuadro, Alexa Wilding sirvió como modelo para la obra, siendo el vestido verde mostrado en la misma prestado por Jane Morris. El violín formaba parte de la colección de instrumentos musicales de Rossetti, apareciendo el abanico representado en la pintura (colgando de la cintura de la Veronica) en el cuadro Monna Vanna. Los pocos compases del manuscrito fueron prestados, probablemente, por George Boyce.

## Galería de imágenes (detalles de la obra)

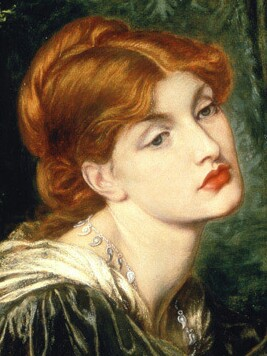
Detalle del rostro de la Veronica.
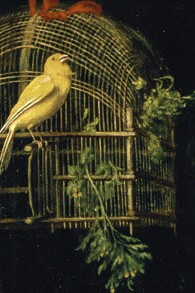
Detalle del pájaro, la jaula y la camomila.
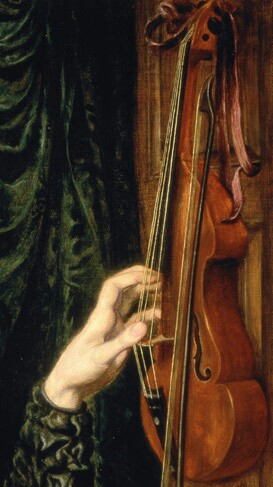
Detalle del violín.
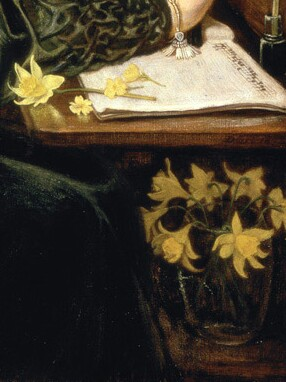
Detalle del manuscrito, las prímulas y los narcisos.